# Soufflerie Hispano-Suiza
La soufflerie Hispano-Suiza est une ancienne soufflerie située rue du Moulin-Bailly à Bois-Colombes, dans les Hauts-de-Seine, en France. Le site est depuis 2006 reconverti en école La Cigogne. Le bâtiment est reconnaissable au filtre anti-vortex situé à l'arrière et préservé à la suite de sa reconversion.

## Historique
Construite en béton armé en 1937 par Haour Frères pour l'entreprise Hispano-Suiza, la soufflerie « permettait de reproduire les conditions du vol en montée au voisinage du sol ».
Le bâtiment mesure 55 mètres de long sur 16 mètres de large et contenait un ventilateur de 16 pales faisant 8 mètres de diamètre. Son souffle pouvait atteindre 325 kilomètres à l'heure. Le filtre anti-vortex se situe à l'arrière du bâtiment. Elle reprend les principes d'une soufflerie pour modèles réduits de Gustave Eiffel construit en 1909 à Auteuil. Elle fut un temps la plus grande soufflerie au monde.
La soufflerie cesse ses activités en 1953, ce qui fait disparaitre la nuisance sonore qu'elle provoquait dans le voisinage. Une partie du bâtiment est reconverti en bureaux. Le groupe Snecma (qui a acquis Hispano-Suiza en 1968) décide de fermer définitivement le site en 1995. La soufflerie est inscrite à l'inventaire supplémentaire des monuments historiques, ce qui garantit la préservation de ses façades. Une zone d'aménagement concerté se forme autour de la soufflerie,. La ville de Bois-Colombes rachète la soufflerie en 2003 qui est reconvertie en école en 2005, sous la direction des architectes Patrice Novarina et Alain Béraud.

## Description
Le bâtiment de l'ancienne soufflerie abrite une école (La Cigogne), un centre de loisirs et l'inspection départementale de l'Éducation nationale.
La soufflerie Hispano-Suiza est inscrite à l'inventaire des monuments historiques depuis le 19 avril 2000, notamment pour la façade et la toiture. La soufflerie est labellisée « Patrimoine du XXe siècle ».